# Том Дуан
Том Дуан е американски професионален покер играч.
Редовно играе онлайн на най-високите лимити в Texas Hold 'em и Pot-Limit Omaha игрите, предимно във Full Tilt Poker, където се подвизава под псевдонима „durrrr“. В началото на ноември 2009 г. Дуан става част от екипа на Full Tilt.
Дуан е печелел от наградните фондове на турнири на живо и е участник в NBC’s National Heads-Up Poker Championship, четвъртия сезон на Poker After Dark, третия и четвъртия сезон на Million Dollar Cash Game на Full Tilt Poker, както и петия и шестия сезон на High Stakes Poker. Посещавал е Бостънския университет, но го напуска, за да се занимава с покер.

## Покер

### Онлайн покер
През март 2004 г., на 17-годишна възраст, Дуан започва да играе онлайн покер в залата на Paradise Poker с $50, дадени му от баща му за рождения му ден. Том вярвал, че псевдонимът „durrrr“ би афектирал играч, загубил от него. От начало Дуан се фокусирал върху $6 sit-and-go турнири, но загубил 35$. С оставащите си $15 той продължил да набляга на тези турнири, докато не излязал на печалба. След като разбрал, че може да печели тези игри, той насочил вниманието си към кеш игрите, започвайки от най-ниските нива, и бавно се изкачил до най-високите, които можели да се намерят онлайн. След като победил и тези игри, Дуан се прехвърлил на heads-up No Limit hold’em срещу други професионалисти, като Фредерик Халинг на нива от $10/$20. Предизвикал и Прахлад Фридман на нива $25/$50 и губел от него в продължение на няколко месеца. Това го принудило да слезе на по-ниски нива, преди да се завърне отново и отново, докато победил Фридман.
Според HighStakesDB.com Дуан е спечелил $312 000 във Full Tilt през 2007 и $5,41 милиона през 2008, въпреки няколкото големи суинга през кариерата му. Преди World Series of Poker през 2007 Дуан твърди, че е загубил $2 милиона от 3-милионния си по това време банкрол, в рамките на 4 месеца. Успява да възвърне тези загуби за година. През януари 2009 Дуан губи над $3,5 милиона, които си връща след 6 месеца. Но през октомври и ноември 2009 Дуан претърпява най-големия си даунсуинг, губейки към $2 милиона от Фил Айви и Илари "Ziigmund" Сахамис, както и $5 милиона от Виктор "Isildur1" Блом
В средата на Ноември 2009 играч от Швеция под псевдоним “Isildur1″ предизвиква Том Дуан на серия от Heads-up No Limit Holdem кеш игри. Нашествието на Isildur1 в онлайн покера започва в края на Октомври, отначало губейки $1,1 милион от Патрик Антониус, Браян Тоунсенд и други. До началото на Ноември обаче, Isildur1 успява да възстанови загубите и предизвиква Дуан на heads-up маратон: 6 маси едновременно и над 1 милион долара в игра. До края на седмицата Isildur1 прави най-големия рън в историята на онлайн покера, като печели към $5 милиона от Дуан, подтиквайки го да поиска игра на живо в „Durrrr Million Dollar Challenge“.

#### Million dollar challenge
През януари 2009 Дуан обявява предизвикателство за $1 000 000 за игра онлайн срещу който и да е по света, с изключение на Фил Галфонд, 50 000 ръце на heads up на 4 маси и лимити поне $200/$400 No Limit Holdem или Pot Limit Omaha. Ако след тези 50 000 ръце опонента е на печалба, Дуан ще му даде още $1 500 000, докато в случай на победа на Дуан опонентът трябва да плати $500 000. Фил Айви обяви, че е готов да приеме предизвикателството. Дейвид Бенямин обявява пред списание CardPlayer, че все още го обмисля. Патрик Антониус официално приема предизвикателството и е първият съперник на Дуан. Относно хората, готови да приемат състезанието, Том Дуан каза: „Смятам, че като цяло всеки от тях е по-добър от мен – но с малко; но аз съм се концентрирал върху тази област (heads-up) и вероятно имам малка преднина пред тях. Ще видим дали това е така.“
До 30 април 2010 Дуан и Антониус са изиграли над 37 000 от общо 50 000 ръце. Дуан води с $1,8 милион.

### Турнири и игра на живо
На 19-годишна възраст, през септември 2005, Дуан прави първото си влизане в парите на турнир на живо, завършвайки 12-и на £3000 no limit Texas hold ‘em Main Event от второто издание на European Poker Tour, състояло се в Лондон, спечелвайки £7000 (или $12 398). Следващото му влизане в парите става чак когато е на 21, по време на World Poker Finals в рамките на World Poker Tour 2007, $9700 No Limit Hold’em Championship Event, където финишира 4-ти, печелейки $324 244. През януари 2008 Дуан става 2-ри на Aussie Millions $3000 Pot Limit Omaha с Ребай и взима $103 200 ($90 716). Също така завършва 2-ри, след Джеймс Майкъл Соуарс, на 2008 WPT Borgata Winter Open в предварителния $5000 No Limit Hold’em event, печелейки $226 100.
Дуан влиза в парите 2 пъти през първата година, в която има право да участва във Световните Покер Серии (WSOP) събитието, състоящо се в САЩ. Дуан достига финалната маса на $10 000 World Championship Mixed Event от 2008 Световните Покер Серии и отпада на 8-о място, което му носи $54 144. След това почти успява да седне и на финалната маса за 7 души, но отпада 8-и, този път на $5000 No-Limit 2 – 7 Draw with Rebuys event, спечелвайки $45 110.
Дуан взима участие и в 2008 NBC National Heads-Up Poker Championship, като в първата си среща побеждава Phil Hellmuth в третата ръка. В следващия рунд обаче бива елиминиран от Майк “The Mouth” Матусоу. В 2008 Five-Star World Poker Classic (the $25 500 WPT Championship), Дуан завършва на 9-о място с печалба от $184 670.
Най-доброто представяне в WSOP на Дуан за момента, е второто му място на Event 11 от 2010 WSOP, носещо му $381 885.
Том Дуан държи рекорда за най-големия документиран спечелен пот на стойност $1,1 милион, което се случи през петия сезон на Full Tilt Poker’s Million Dollar Cash Game. Така той счупи предишния рекорд от $919 000, също спечелен от него, през петия сезон на High Stakes Poker.
До 2010 г. Дуан е спечелил общо над $1 500 000 от живи покер турнири.